# Seidenfadenia
Seidenfadenia é um género botânico pertencente à família das orquídeas (Orchidaceae).